# فيل شوت
فيل شوت (بالإنجليزية: Phil Shute)‏ هو لاعب كرة قدم بريطاني في مركز الهجوم، ولد في 15 ديسمبر 1953 في دارلينغتون في المملكة المتحدة. لعب مع نادي دارلنجتون.